# Alex Koenigsmark
Alex Koenigsmark, vereinzelt auch Königsmark (* 27. Mai 1944 in Pilsen, Deutsches Reich; † 23. Januar 2013 in Prag) war ein tschechischer Schriftsteller, Dramatiker und Drehbuchautor.

## Leben
Nach seiner Ausbildung als Maurer absolvierte Alex Koenigsmark sein Abitur in Hořice v Podkrkonoší und studierte anschließend an der Film- und Fernsehfakultät der Akademie der Musischen Künste. Am FSB Barrandov war er kurzzeitig als Dramaturg beschäftigt, bevor er entlassen wurde und als freier Autor arbeitete. Er schrieb mehrere Drehbücher zu Fernsehserien und Fernsehproduktionen. Sein Debüt als Dramatiker gab er 1978 mit Edessa und mit Cesta sekčního šéfa k moři debütierte er 1990 als Schriftsteller.
Er verstarb am 23. Januar 2013 im Alter von 68 Jahren in Prag. Bis zu seinem Tod lebte er jahrelang in Dobřichovice, einer Kleinstadt nahe Prag.

## Werke
Drehbuch
- 1986: Galoschen des Glücks (Galoše šťastia)

Theater
- Edessa (1978)
- V posteli s Kressidou (1979)
- Adié, miĺáčku! (1980)
- Kdo mluví s koněm (1981)
- Mňau, aneb ach Thalie (1987)
- Profesionálové (1987)

Roman
- Cesta sekčního šéfa k moři (1990)
- Pánské historky (1993)
- Všechny pánské historky (1996)
- Ponuré grotesky - 3 divadelní hry z Činoherního studia Ústí nad Labem (1994)
- Jak se stal Rockefeller miliardářem aneb Neštěstí mohou být rozličná (2003)
- Příběh unavené manekýnky (2005)
- Siromacha (2007)
- Chlast aneb Cesta sekčního šéfa k moři (2009)
- Nesmrtelná duše aneb Facka má padnout rychle (2009)
- Černá krev (2011)